# لوکا تونی
لوکا تونی (به ایتالیایی: Luca Toni) (زادهٔ ۲۶ مه ۱۹۷۷ در مودنا) بازیکن بازنشسته فوتبال ایتالیایی و بهترین گلزن تیم ملی فوتبال ایتالیا در جام جهانی ۲۰۰۶ است. او توانست در سن ۳۸ سالگی در فصل ۲۰۱۴ و ۲۰۱۵ با ۲۲ گل به‌طور مشترک با ایکاردی مهاجم اینتر میلان، آقای گل سری آ شود. وی در ۴۷ بازی ملی‌اش ۱۶ گل زده‌است و با تیم ملی ایتالیا قهرمان جام جهانی ۲۰۰۶ شد. لوکا تونی سابقه پوشیدن پیراهن تیم‌های پالرمو، یوونتوس، رم، فیورنتینا، النصر امارات، هلاس ورونا و بایرن مونیخ را دارد. او دو بار آقای گل سری آ و یک بار نیز با پیراهن بایرن مونیخ آقای گل بوندس‌لیگا شده‌است و از بهترین گلزنان تاریخ سری آ است. وی در سن ۳۹ سالگی از فوتبال خداحافظی کرد.

## رده باشگاهی
- مودنا
- امپولی
- ترویسو
- ویچنزا
- برشا
- پالرمو
- فیورنتینا
- بایرن مونیخ
- بایرن مونیخ دو
- آ.اس. رم (قرضی)
- جنوا
- یوونتوس
- النصر امارات
- فیورنتینا
- هلاس ورونا